# 한국산업안전보건공단
한국산업안전보건공단(韓國産業安全保健公團, Korea Occupational Safety and Health Agency)은 근로자가 안전하고 건강하게 일할 수 있도록 하고 사업주는 산업재해 예방에 힘쓰게 함으로써 국민 경제 발전에 기여하기 위하여 한국산업안전보건공단법에 의거 1987년 12월 설립된 고용노동부 산하 위탁집행형 준정부기관이다. 인천광역시 부평구 무네미로 478(구산동)에 있었으나, 혁신도시 사업으로 인해 울산광역시 중구 종가로 400으로 이전하였다.

## 주요기능 및 역할
- 산업재해예방기술의 연구·개발 및 보급
- 산업안전보건에 관한 교육
- 사업장의 산업재해예방을 위한 안전·보건 진단 또는 관리 등과 이를 위한 기술지원
- 유해하거나 위험한 기계·기구 등의 안전인증 또는 안전검사
- 산업재해예방을 위한 시설자금 지원
- 산업재해예방시설의 설치·운영
- 산업안전보건에 관한 정보 및 자료의 수집·발간·제공
- 산업안전보건에 관한 국제협력
- 산업안전보건에 관하여 고용노동부장관이나 그 밖에 중앙행정기관의 장이 위탁하는 사업
- 그 밖에 제1호부터 제9호까지의 사업에 딸린 사업

## 연혁
- 1987년 12월: 한국산업안전공단 창립, 산업안전교육원 개원
- 1989년 7월: 산업안전연구원 개원
- 1988년 ~ 2007년: 6개 지역본부 및 14개 기술지도원 설립
- 2008년 6월: 제18회 세계산업안전보건대회 개최 및 서울선언서 채택
- 2008년 12월: 「한국산업안전보건공단」으로 기관 명칭 변경
- 2011년: NEW CI 및 비전 선포, 「안전보건공단」 약칭 사용

- 2014년 2월: 본부 청사 이전(인천→울산)
- 2014년 7월: 산하기관 명칭 변경(지도원→ 지사)
- 2017년 1월: 산업안전보건인증원 설립
- 2019년 12월: 미래전문기술원 설립 및 산하기관 재편(6개 광역본부, 10개 지역본부, 11개 지사)
- 2021년 10월: 산하기관 3개소 신설(서울동부, 고양파주, 충북북부)
- 2023년 현재: [센터권] 본부, 연구원, 교육원, 인증원, 기술원, [산하기관] 광역·지역본부 및 지사 30개소

## 조직

### 이사장
- 비서실
- 안전보건관리실
- 산업안전보건연구원
- 산업안전보건교육원
- 산업안전보건인증원
- 스마트안전보건기술원
- 광역·지역본부/지사

### 경영기획이사
- 기획조정실
- 경영지원실
- ESG경영성과실

### 안전보건사업이사
- 산업안전실
- 중소기업지원실
- 산업보건실
- 건설안전실
- 전문기술실

### 교육홍보이사
- 교육혁신실
- 안전문화홍보실
- 디지털전략실
- 안전보건평가실

### 감사
- 감사실